# Codi ATC L03
El  codi ATC L03, descrit com Immunoestimulants, és una subgrup terapèutic de l'Anatomical, Therapeutic, Chemical Classification System (ATC). La classificació ATC és un sistema de codis alfanumèric desenvolupat per l'Organització Mundial de la Salut (OMS) per als fàrmacs i altres productes sanitaris. El subgrup L03 és part del grup anatòmic L Agents antineoplàstics i immunomoduladors.

Els codis per a ús veterinari (codis ATCvet) poden han estat creats afegint la lletra Q davant dels codis ATC humans: QL03... 
Les adaptacions estatals de la classificació ATC poden incloure codis addicionals no presents en aquesta llista, que segueix la versió de l'OMS.

## L03ACitocinesi immunomoduladors
- L03AA Factors estimuladors de colònies
  - L03AA02 Filgrastim
  - L03AA03 Molgramostim
  - L03AA09 Sargramostim
  - L03AA10 Lenograstim
  - L03AA12 Ancestim
  - L03AA13 Pegfilgrastim
  - L03AA14 Lipegfilgrastim
  - L03AA15 Balugrastim
  - L03AA16 Empegfilgrastim
  - L03AA17 Pegteograstim
  - QL03AA90 Pegbovigrastim
- L03AB Interferons
- L03AC Interleucines
- L03AX Altres citocines i immunomoduladors